# 愛宕南
愛宕南（あたごみなみ）は、福岡県福岡市西区の町名。現行の行政地名は、愛宕南一丁目及び二丁目である。面積は18.61ヘクタール。2022年6月末現在の人口は2,930人。郵便番号は819-0007。

## 地理
福岡市の都心部とされる中央区天神等の西方約6.5キロメートル、西区の北東部に位置する。北東で市道鳥飼姪の浜線を挟んで愛宕と、南東で室見川を介して南庄と、西で姪浜駅南と隣接する。町域内は主に住宅地として土地利用がなされている。

### 河川
愛宕南の南東に室見川（二級河川）が横断している。

主な河川の写真
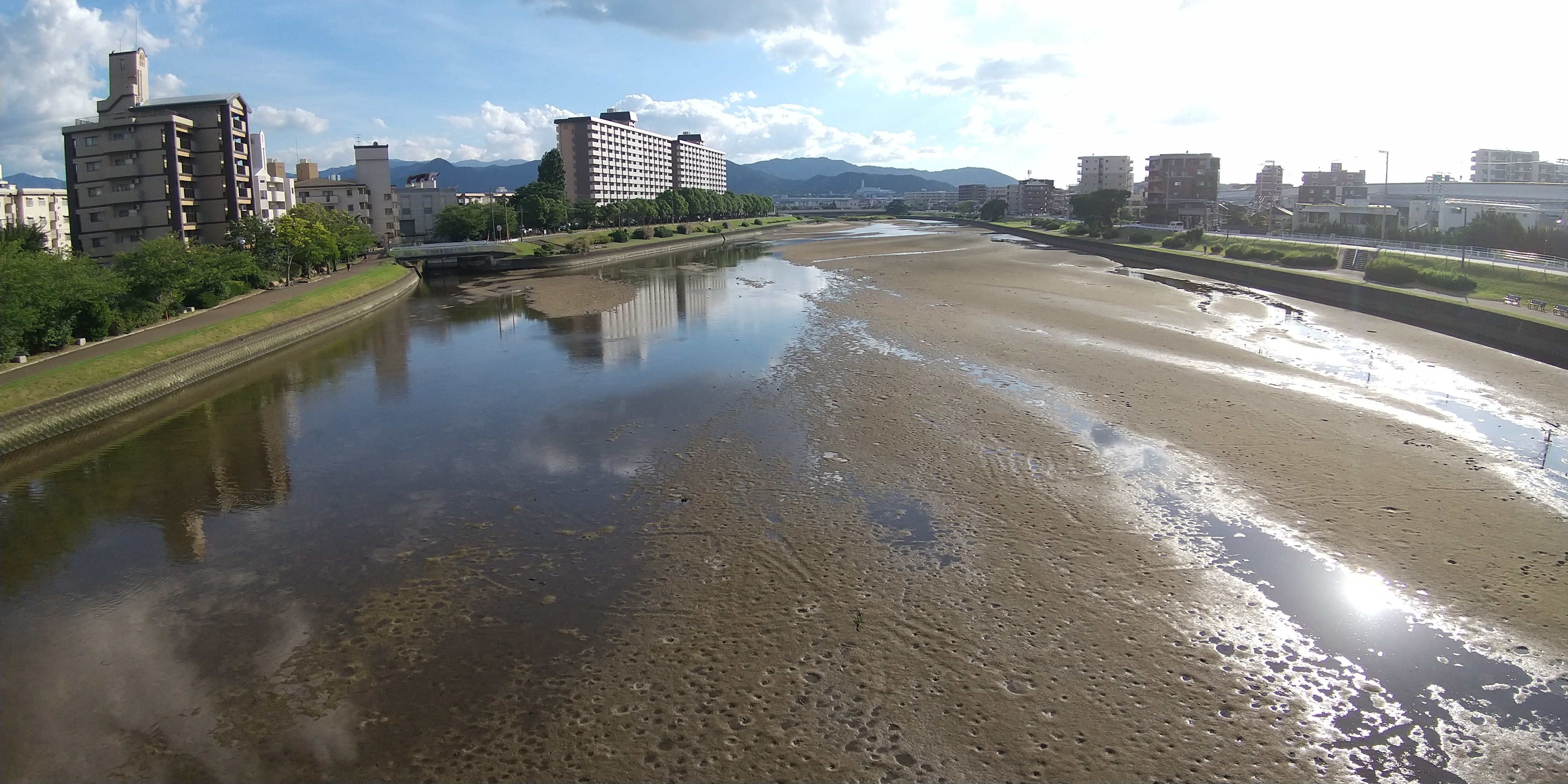
室見川（室見川筑肥橋の上流側、左：南庄、右：愛宕南）

### 都市計画
愛宕南の都市計画に関しては、「福岡市都市計画マスタープラン」において定められた方針には次のとおりである。幹線道路である愛宕通りの沿道が、商業、業務、サービス施設や中高層住宅などが連続した「沿道軸」に位置付けられている。室見川の河川沿いが散策・憩いの場となるとともに、緑と広がりのある景観が連続したゆとりと潤いのある水辺空間として「河川緑地軸」に位置付けられている。土地利用については、戸建住宅などの低層住宅が大部分を占めるが、一部中層住宅などが立地する「低中層住宅ゾーン」と位置付けられており、良好な住環境の保全・形成、緑化の推進、低層住宅と中層住宅の調和などがまちづくりの視点とされている。また、利便性が高い地域の拠点となる「地域拠点」に位置づけられる「姪浜地区」とも近い。用途地域は、北東の愛宕通りの道路境界線から両側概ね50メートルの範囲は第二種住居地域に、愛宕南236号線の南側は第一種中高層住居専用地域に、これら以外の範囲は第一種住居地域に指定されている。

## 語源
地名の「愛宕南」の愛宕については、近くの愛宕山、愛宕神社によるとされている。また、愛宕の語源については、急崖（あた）・処（こ）で、原義は高く険しい所という。微高地の縁の前を呼称するものともいう。

## 人口
愛宕一丁目と二丁目を合わせた人口の推移を福岡市の住民基本台帳（公称町別）に基づき示す（単位：人）。集計時点は各年9月末現在である。
- 2001年（平成13年）：-[注釈 2]
- 2002年（平成14年）：1,835
- 2003年（平成15年）：1,857
- 2004年（平成16年）：1,910
- 2005年（平成17年）：2,051
- 2006年（平成18年）：2,078
- 2007年（平成19年）：2,055
- 2008年（平成20年）：2,155
- 2009年（平成21年）：2,171
- 2010年（平成22年）：2,232
- 2011年（平成23年）：2,358
- 2012年（平成24年）：2,419
- 2013年（平成25年）：2,592
- 2014年（平成26年）：2,697
- 2015年（平成27年）：2,737
- 2016年（平成28年）：2,735
- 2017年（平成29年）：2,884
- 2018年（平成30年）：2,987
- 2019年（令和元年）：2,980
- 2020年（令和2年）：2,980
- 2021年（令和3年）：2,938

## 交通

### 道路
主な幹線道路は次の通り。

#### 都市高速道路
都市高速道路としては、町内に福岡高速道路の福岡高速環状線が通っており、町外ではあるが、最寄りの出入り口は次のとおりである。
- 愛宕出入口（愛宕三丁目､四丁目）
- 姪浜出入口（姪浜駅南二丁目、四丁目）

#### 市道
福岡市が管理する市道の主要なものは次のとおりである。
- 愛宕通り[注釈 3]
- 鳥飼姪の浜線[注釈 4]
- 姪の浜橋本線
- 姪浜小田部線

主な幹線道路
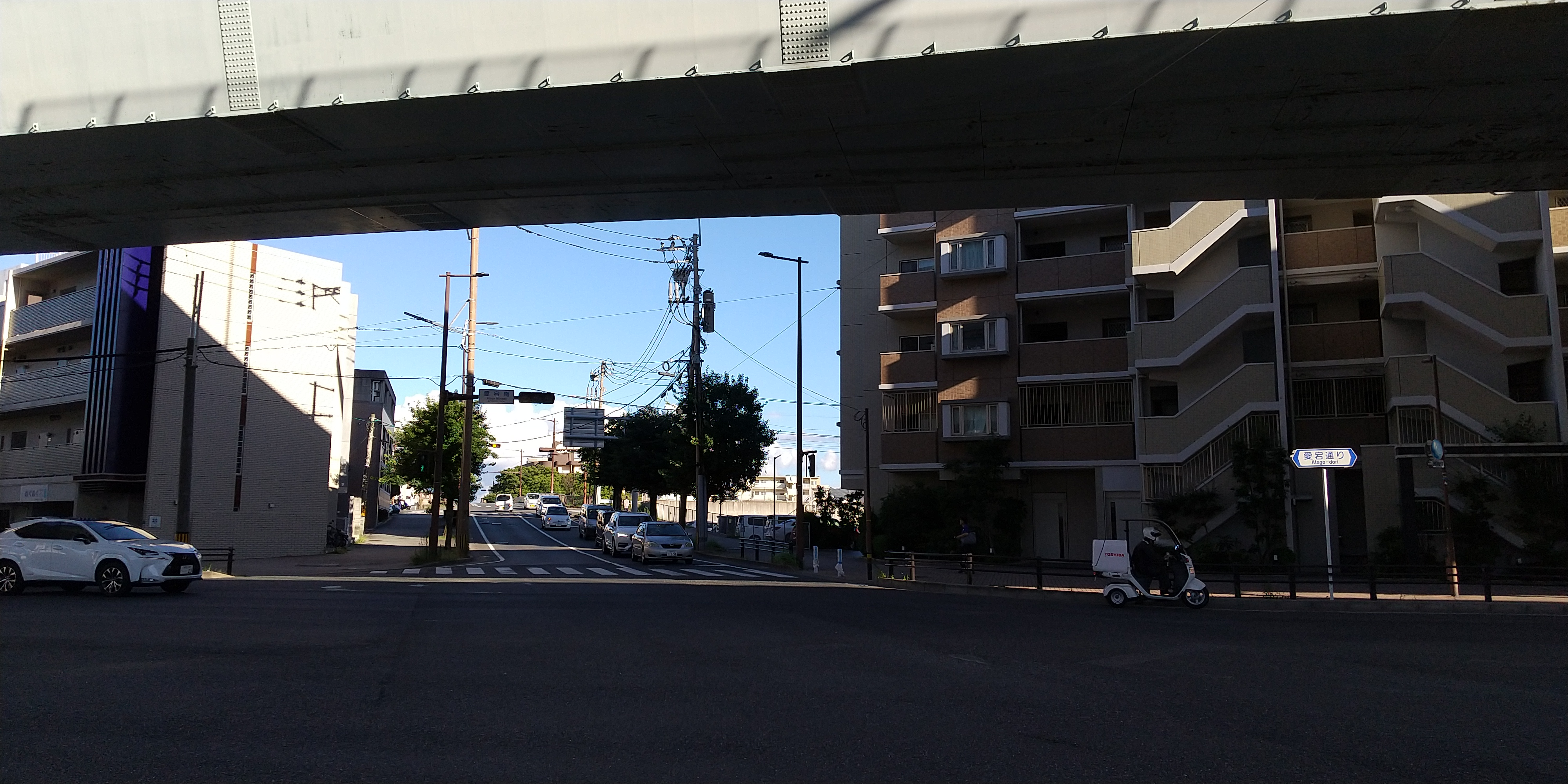
鳥飼姪の浜線（愛宕南交差点の東側、左：愛宕、右：愛宕南）
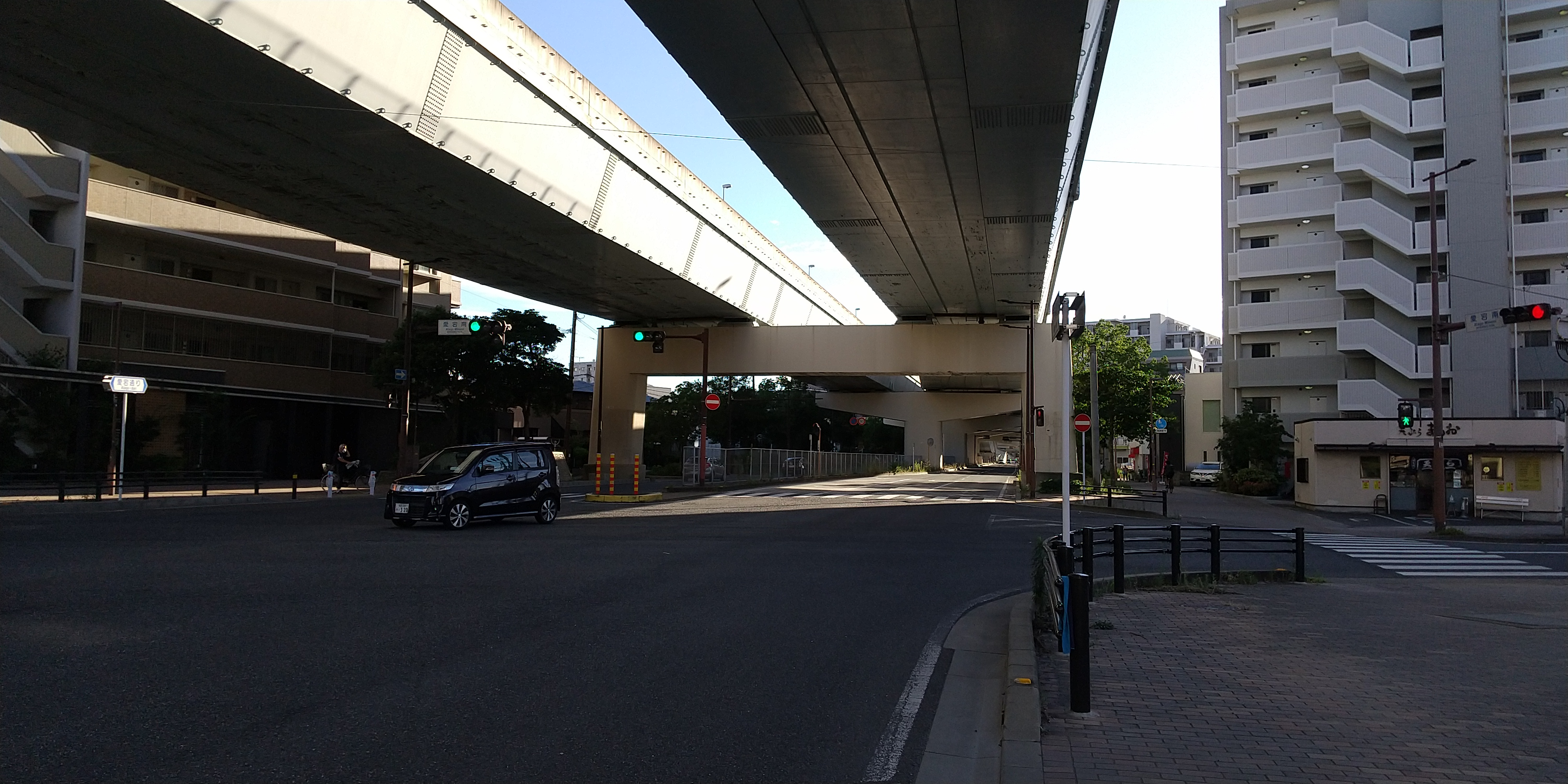
鳥飼姪の浜線（愛宕南交差点の南側）
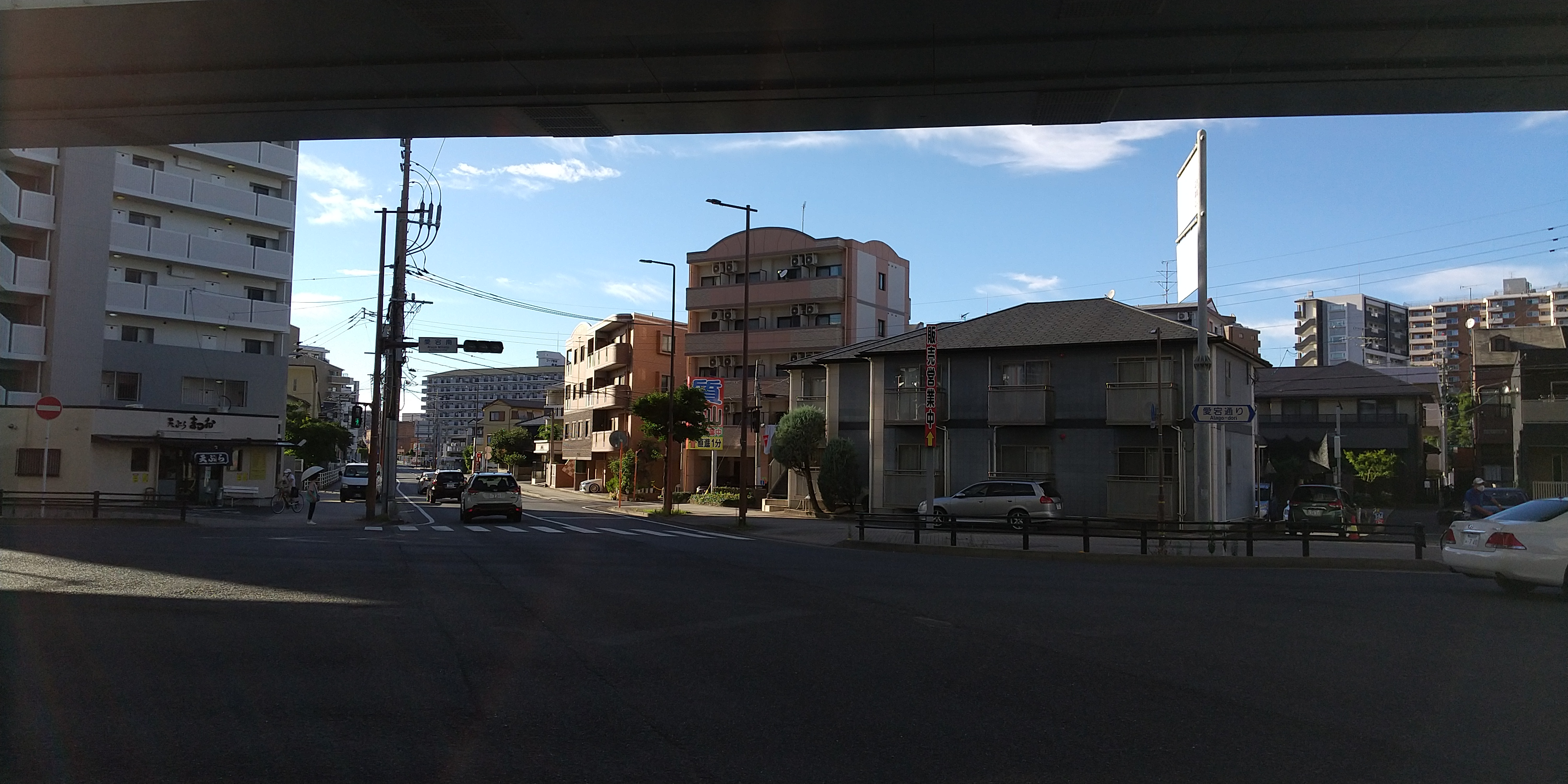
鳥飼姪の浜線（愛宕南交差点の西側、左：愛宕南、右：愛宕）
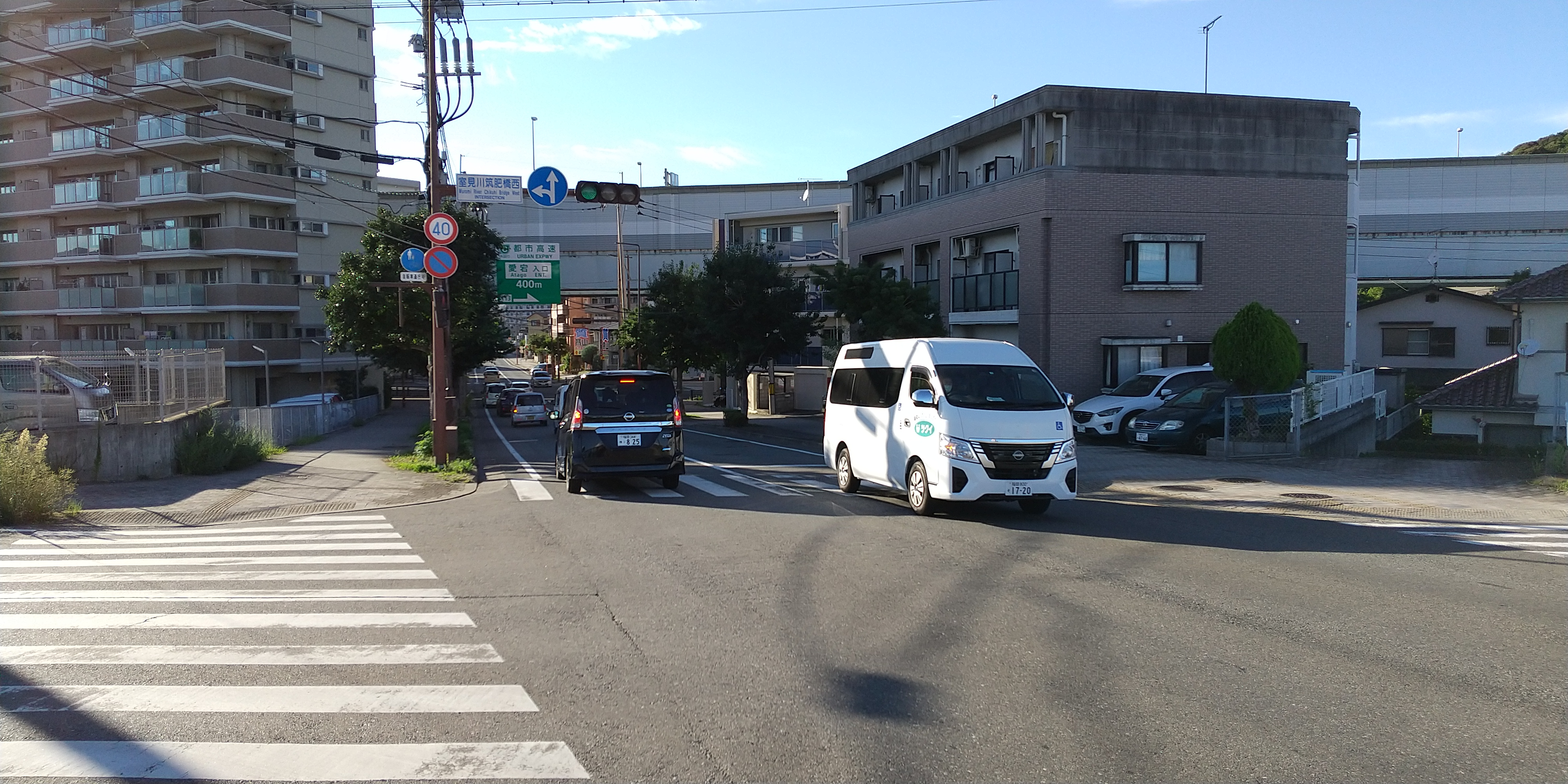
鳥飼姪の浜線（室見川筑肥橋西交差点の西側、左：愛宕南、右：愛宕）
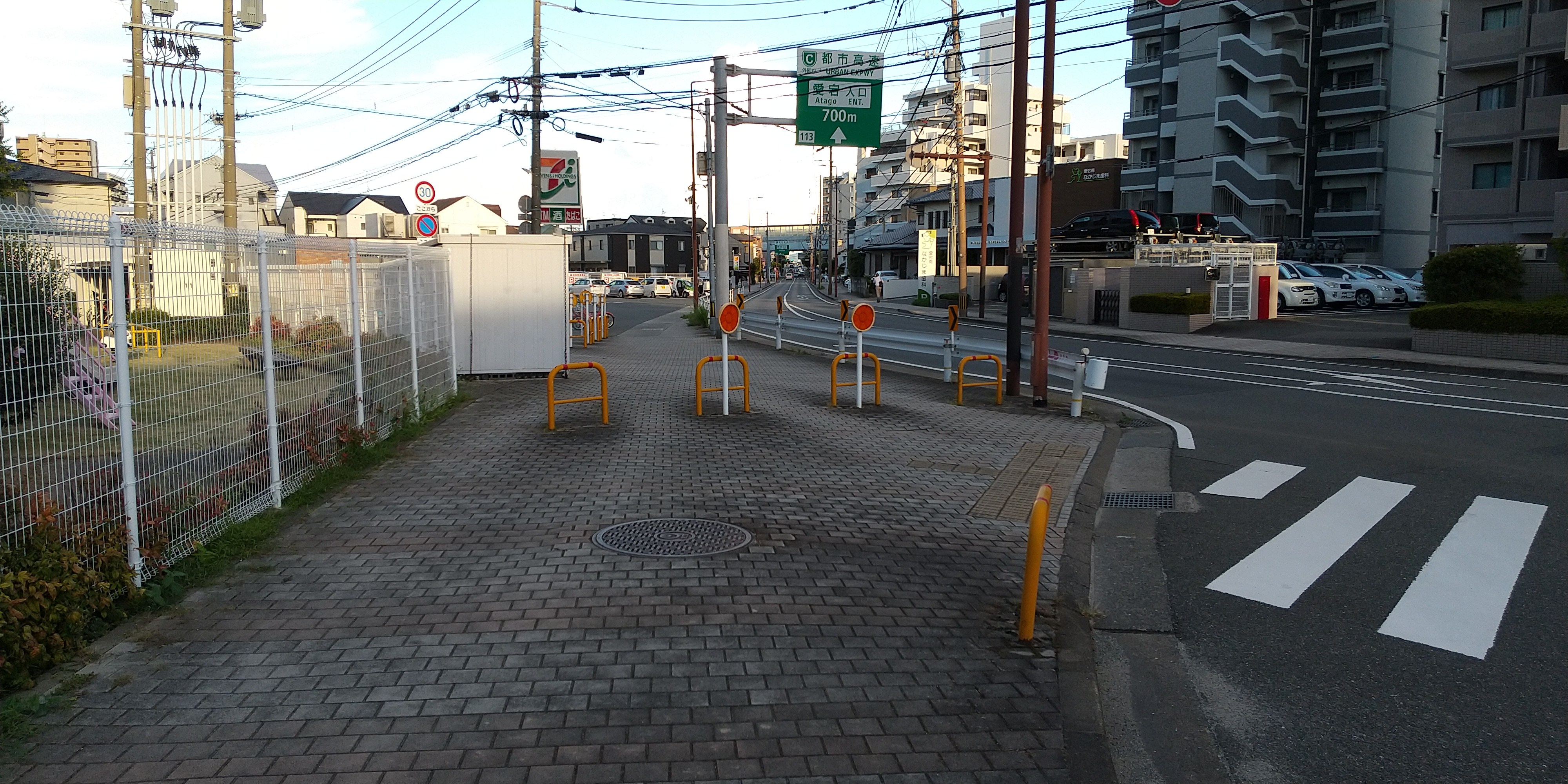
鳥飼姪の浜線（愛宕南225号線の起点より東側、左：愛宕、右：愛宕南）
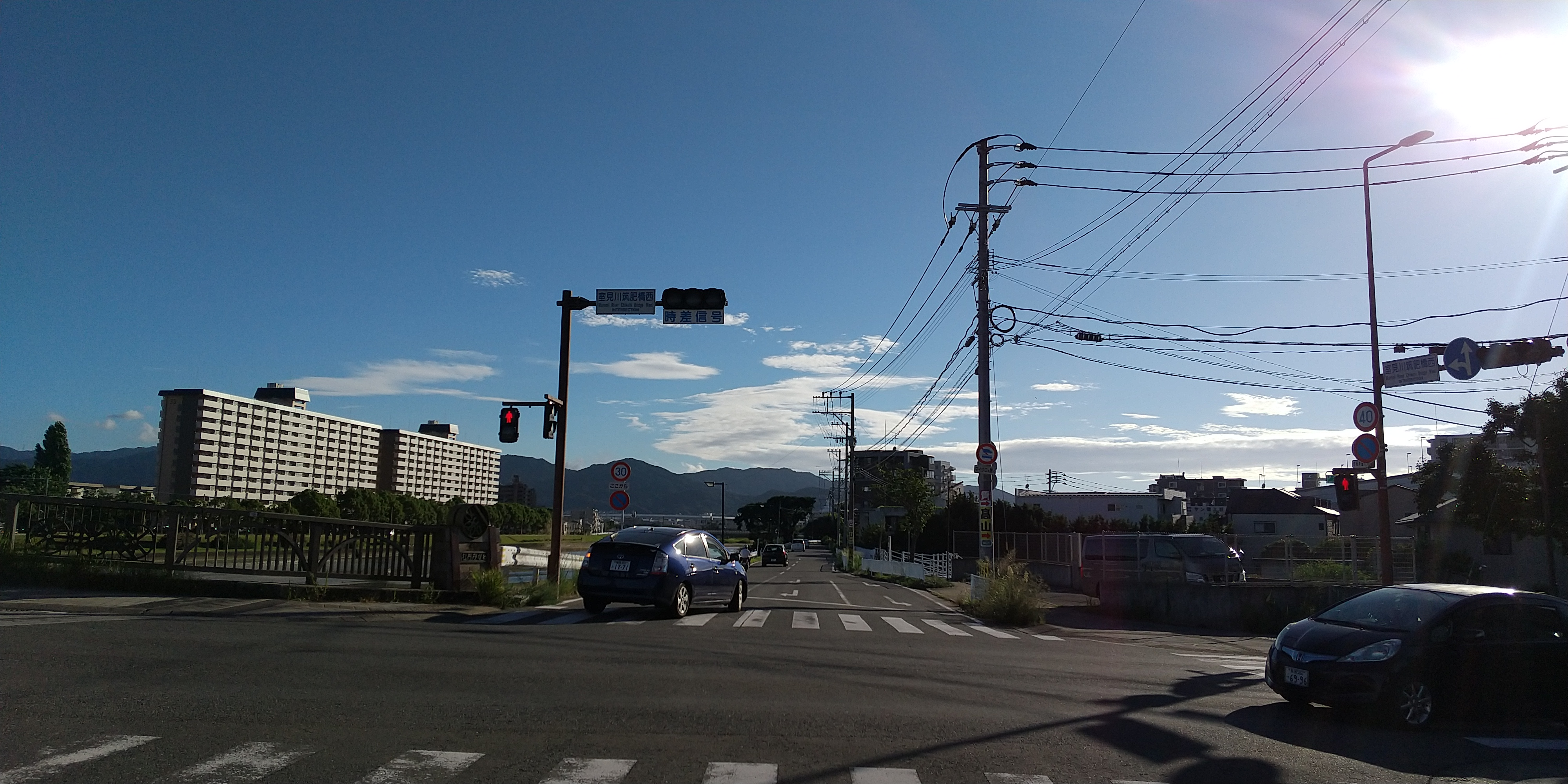
姪の浜橋本線（室見川筑肥橋西交差点の南側、左：早良区南庄、右：西区愛宕南）
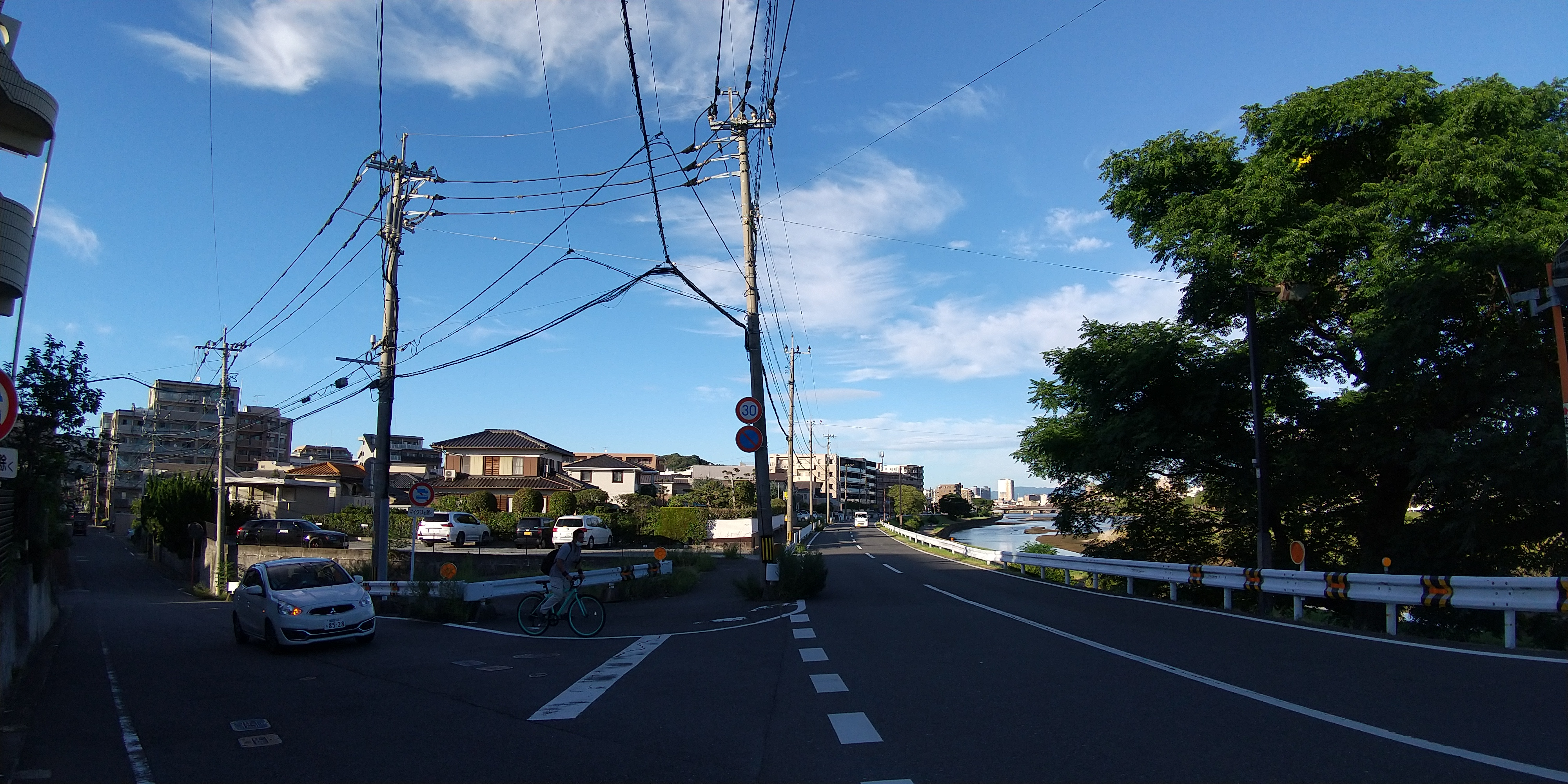
姪の浜橋本線（室見新橋西交差点の北側、左：姪浜駅南239号線）
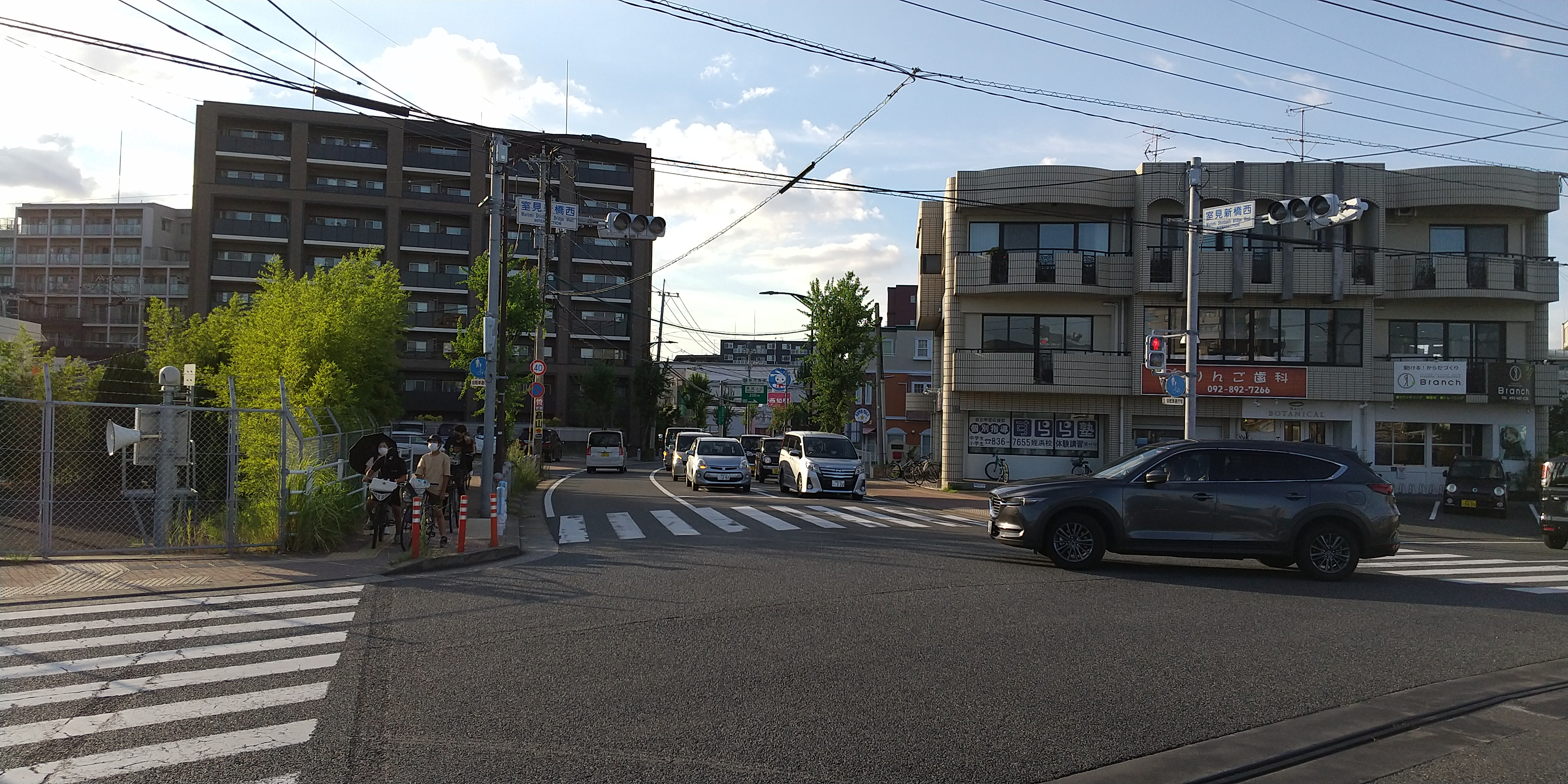
姪浜小田部線（室見新橋西交差点の西側、左：福重、右：愛宕南）

### 鉄道
町内に鉄道は通っていないが、福岡市交通局が運営する地下鉄の福岡市地下鉄空港線が近くに通っており、最寄りの駅は次の通り。
- 姪浜駅（道程で約0.7から1.1キロメートル）
- 室見駅（道程で約0.6から1.2キロメートル）

### バス
バスについては、西日本鉄道株式会社が運営するバスが運行しており、最寄りの停留所は次の通り。
- 愛宕一丁目
- 愛宕南（姪浜駅南四丁目）

## 施設

### 公共・公益施設
- 室見川緑地[注釈 5]
- 愛宕南1号公園[注釈 6]
- 姪浜1号公園[注釈 7]
- 姪浜4号公園[注釈 8]
- しおうお集会所[注釈 9]

主な公共・公益施設
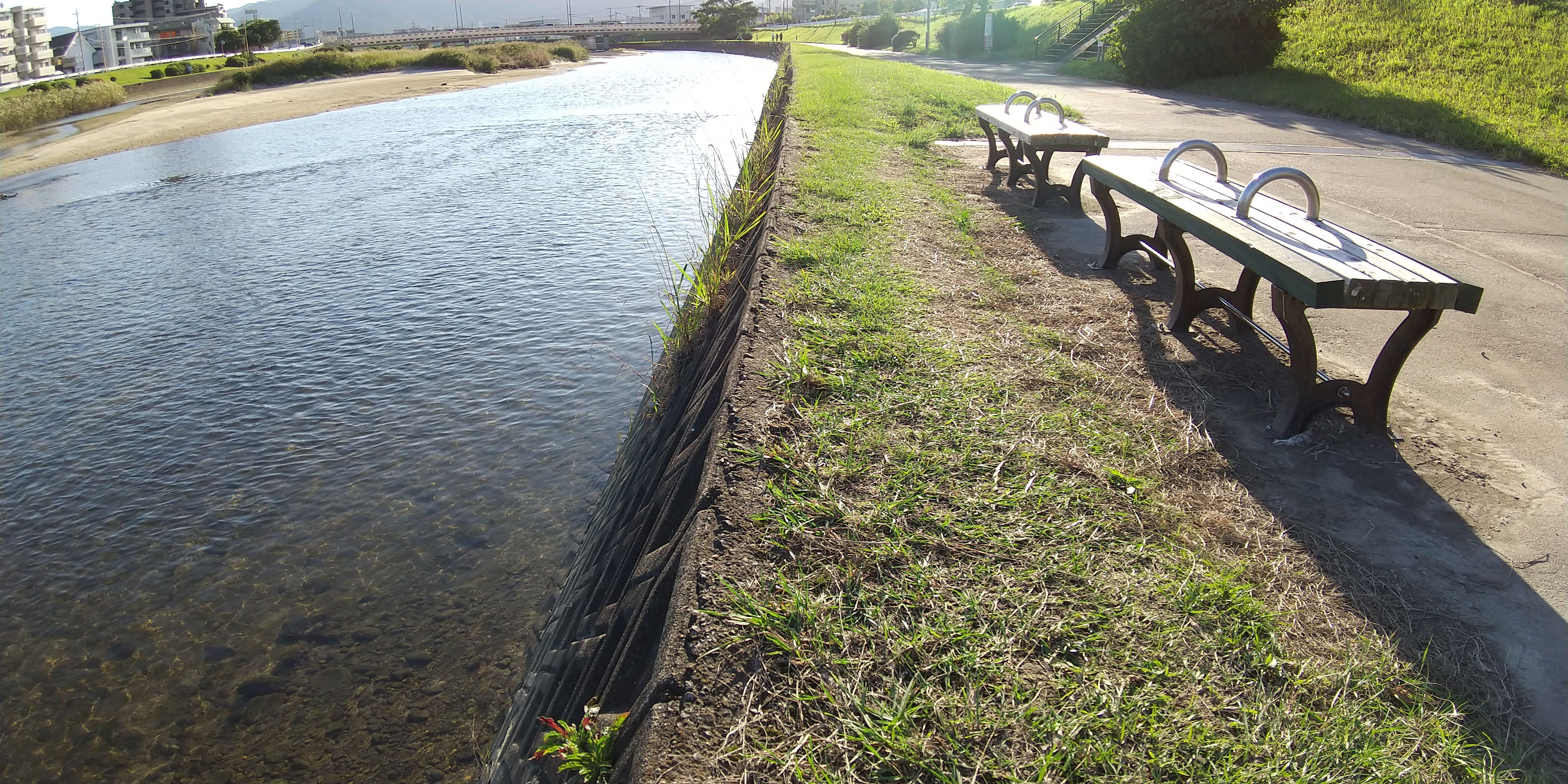
室見川緑地
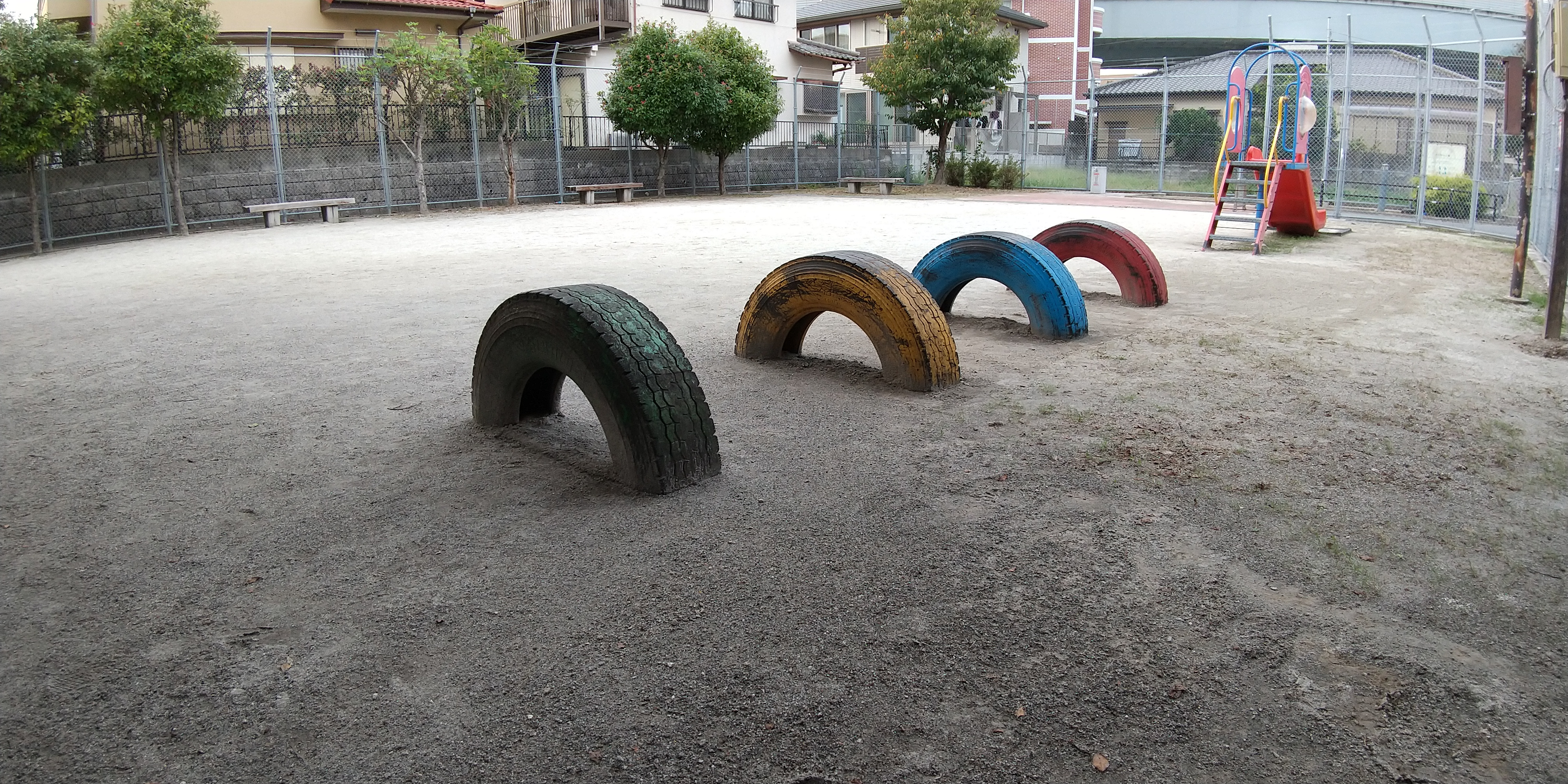
愛宕南1号公園
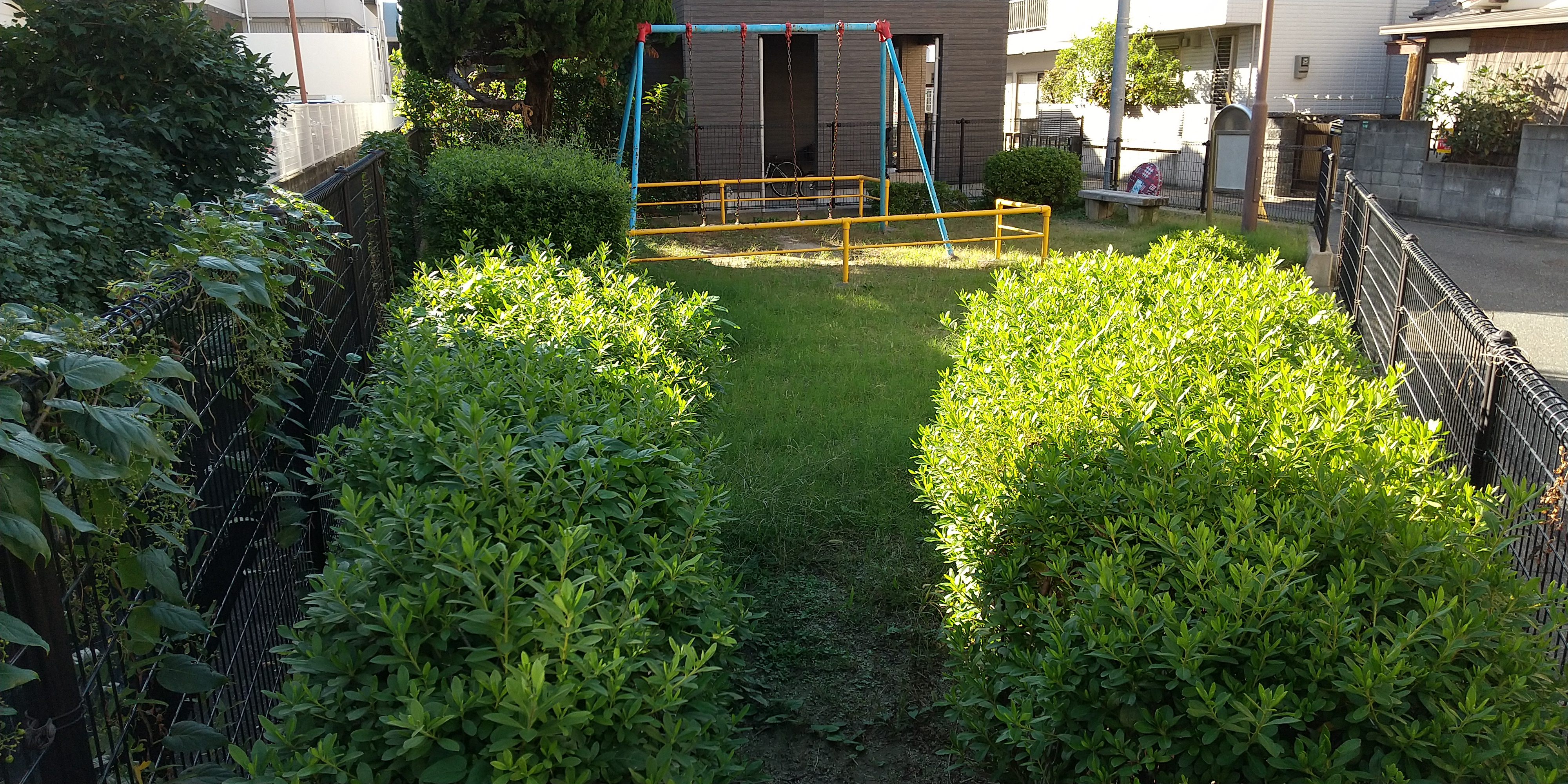
姪浜1号公園
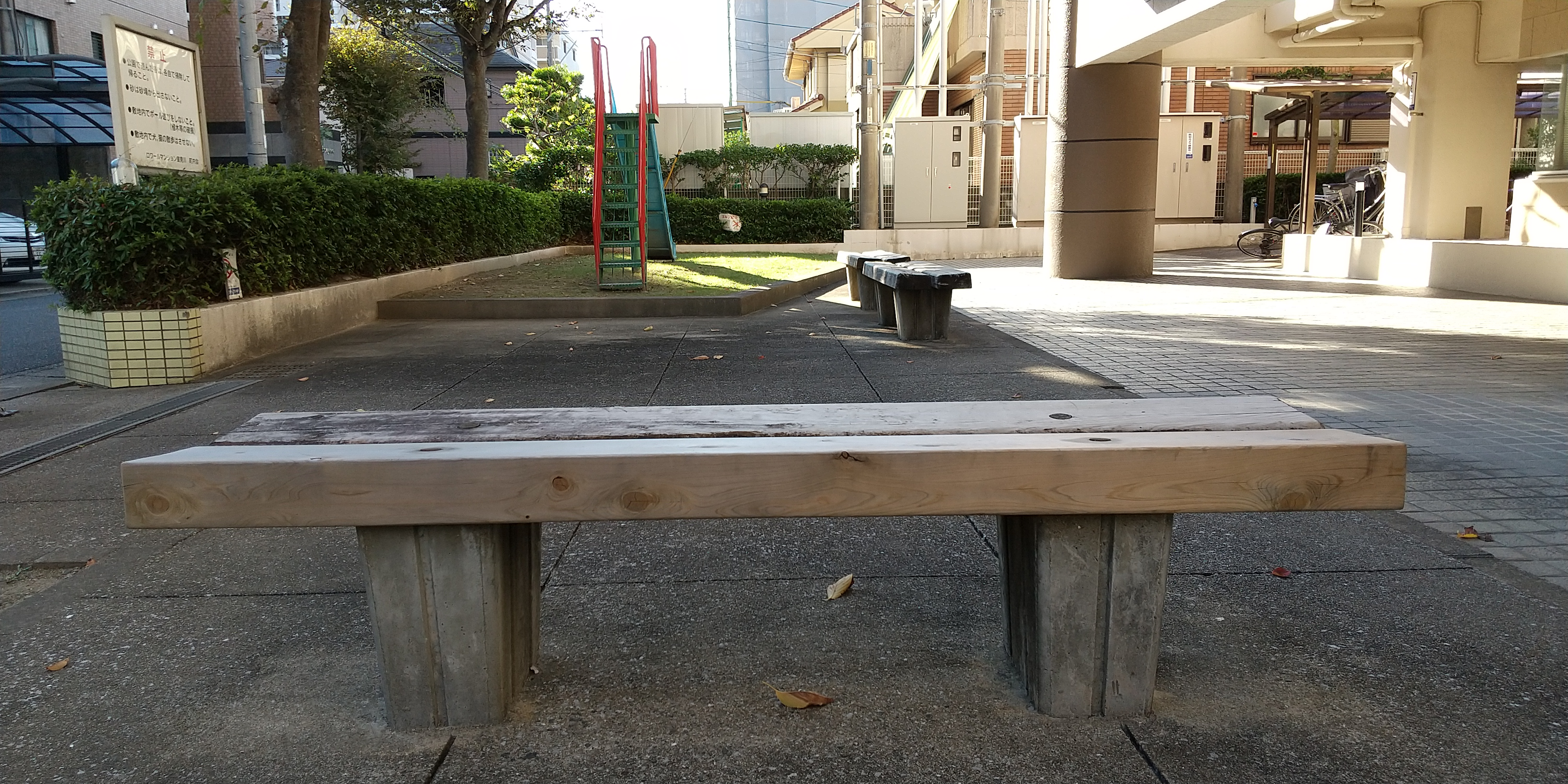
姪浜4号公園
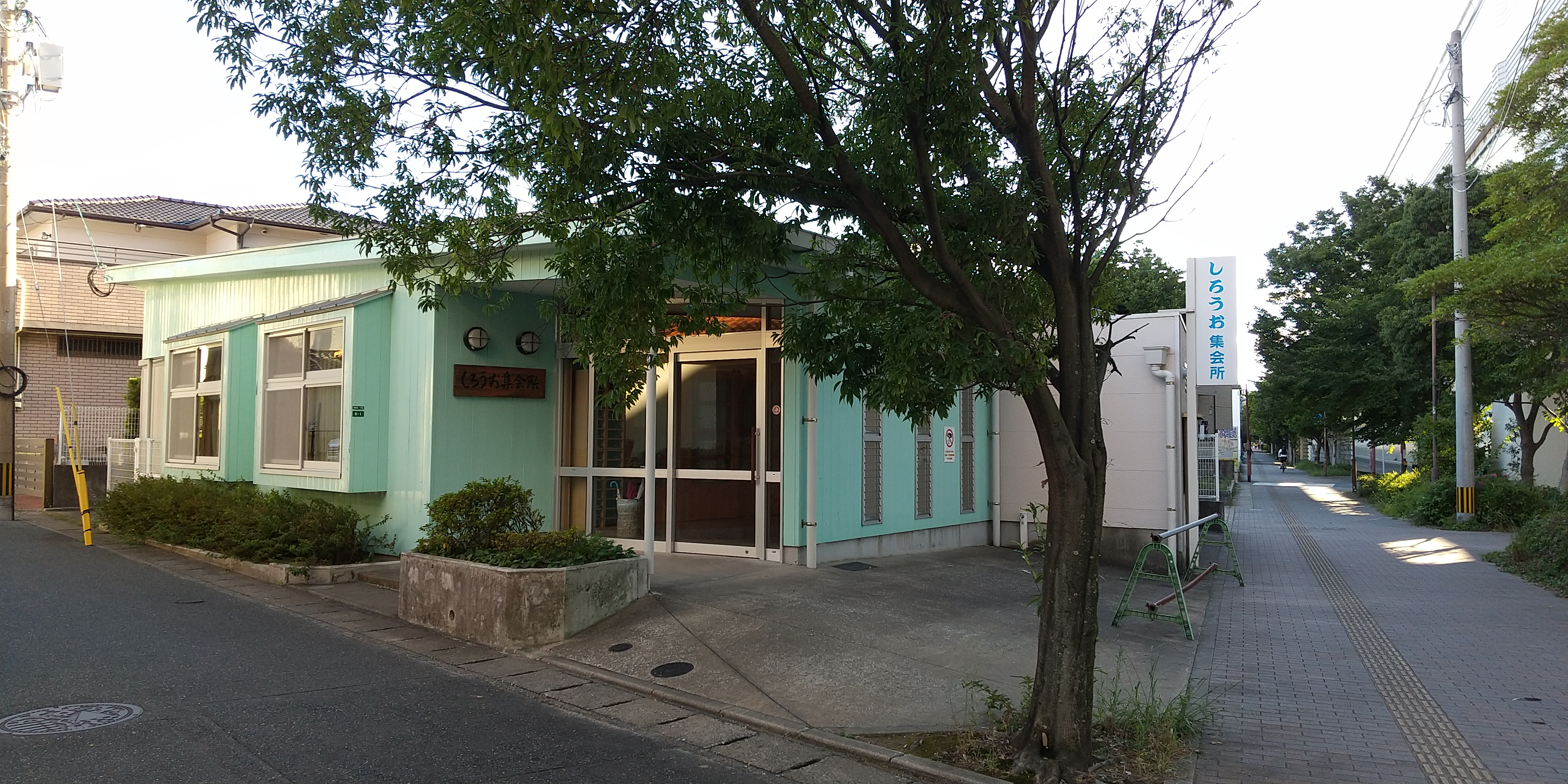
しおうお集会所

### 学校
町内に学校は存在しないが、校区については、小学校区、中学校区についてそれぞれ次の学校の校区に属する。
- 小学校：福岡市立姪浜小学校[注釈 10]
- 中学校：福岡市立内浜中学校[注釈 11]

### その他
- 姪浜もみじの森保育園[注釈 12]